# Mojżesz Samuel Stern
Mojżesz Samuel Stern (ur. 1 sierpnia 1889 w Andrychowie, zm. 1942 w Jaśle) – ortodoksyjny asesor rabinacki i dajan gminy żydowskiej w Bielsku.

## Życiorys
Był synem Menachema Mendla Sterna. Najpierw działał jako kupiec, potem przejął obowiązki ortodoksyjnego dajana i podrabina w Bielsku po śmierci ojca. Formalnie był zatrudniony w bielskiej gminie wyznaniowej jako asesor rabinacki. Mieszkał z żoną Rachel Reginą z domu Eisig (ur. 1890 r.) w budynku należącym do gminy żydowskiej przy ul. Mickiewicza 18.  W dokumentach kahału bielskiego Stern nazywany jest dajanem, asesorem rabinackim, podrabinem lub nauczycielem Talmudu. Nie władał nawet w stopniu podstawowym językiem polskim. Używał jidysz, niemieckiego, a do celów rytualnych hebrajskiego. Jednak to właśnie on i garstka bielskich talmudystów (Salomon Kammer, Juda Fränkel i Chaim Goldberg) prowadzili główne nauczanie w zakresie przygotowania chłopców do odczytywania Tory na uroczystości bar micwy. Założył i prowadził ortodoksyjną bibliotekę w swoim mieszkaniu w Bielsku przy ul. Mickiewicza 18.
Zachowując konserwatyzm nie wywierał religijnej presji na liberalnych Żydów bielskich, dzięki czemu był zapraszany przez nich na wiele oficjalnych uroczystości żydowskich. W 1938 r. pośredniczył w zawarciu porozumienia pomiędzy ortodoksami a gminą wyznaniową i bractwem Chewra Kadisza w sprawie urządzenia osobnej kwatery dla ortodoksyjnych Żydów na żydowskim cmentarzu w Bielsku. W 1928 r. był zastępcą oddziału politycznej organizacji ortodoksów Agudat Israel w Białej. Posiadając umiejętność porozumiewania się z liberałami, podobnie jak ojciec, znacząco rywalizował z miejscowymi i bialskimi chasydami, związanymi z Aronem Halberstamem z Białej. Zginął w getcie w Jaśle w 1942 r. Jego synem był urodzony w 1918 r. Izak Stern, córką Johanna (ur. 1915 r.)  .

## Dom Modlitwy Towarzystwa Newe Szalom

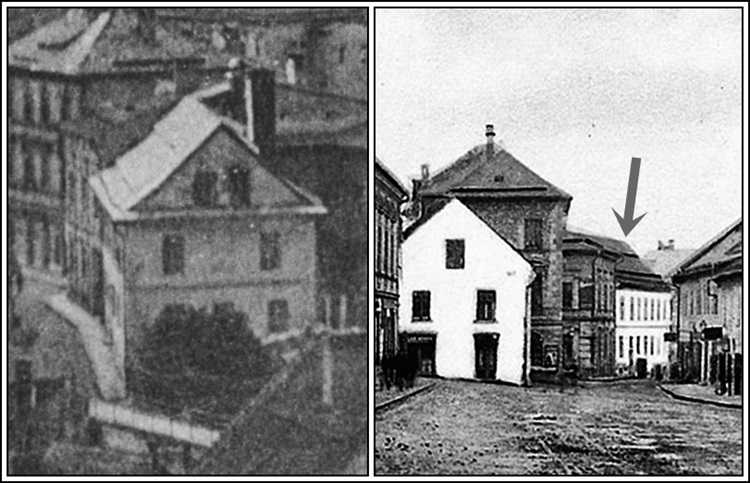
Żydowski Dom Modlitwy Towarzystwa Newe Szalom – Oaza pokoju w Bielsku

Podobnie jak ojciec prowadził dom modlitwy w Bielsku przy ul. Nad Ścieżką 7 oraz przyjmował śluby ortodoksów. Dom modlitwy znajdował się obok największego żydowskiego zakładu kamieniarskiego w mieście należącego do Salomona Leisera Wulkana. Na dole jednopiętrowego budynku znajdowały się prywatne mieszkania, w których mieszkał wuj Mojżesza – Chaim Schänker z rodziną. Sala modlitw nazywała się oficjalnie Domem Modlitwy Towarzystwa Newe Szalom (Nweh Shalom Israelitischer Bethausverein), (Newe Szalom: hebr. ‏נווה שלום‎; pol. Oaza pokoju). Mojżesz Stern podobnie jak ojciec dodatkowo zajmował się dozorowaniem koszernej żywności i pracy rzeźnika rytualnego. Nie był natomiast dopuszczany do liturgii w oficjalnej reformowanej wielkiej synagodze. Porządek nabożeństwa w domu modlitwy był zbliżony do tych z ortodoksyjnych bóżnic galicyjskich, ale jednocześnie odznaczał się o wiele większym porządkiem. I mimo że synagoga ta miała charakter ortodoksyjny, to znacznie w swoim charakterze różniła się od chasydzkiej bóżnicy „Ahawas Thora” w Białej przy ul. Szpitalnej. W bóżnicy prowadzonej przez Sterna często bywali liberalni Żydzi bielscy, których nie stać było na wykupienie miejsca w dużej synagodze. Poza tym postępowa synagoga otwarta była tylko w określone godziny i dni, a bóżnica Newe Szalom rabina Sterna praktycznie cały czas. Liberalni bielscy Żydzi, którzy obchodzili żałobę, także wchodzili tam codziennie przez miesiąc na chwilę, by zmówić kadisz w intencji zmarłego. Nie mogli tego zrobić w dużej synagodze, w której mieli wykupione miejsce, bo nie była otwarta w godzinach, w których mieli czas na modlitwę. Sam Stern nie robił problemów i uwag dotyczących stylu życia nikomu z postępowych Żydów, odwiedzających jego synagogę .

## Szkoła Beith Jaakow

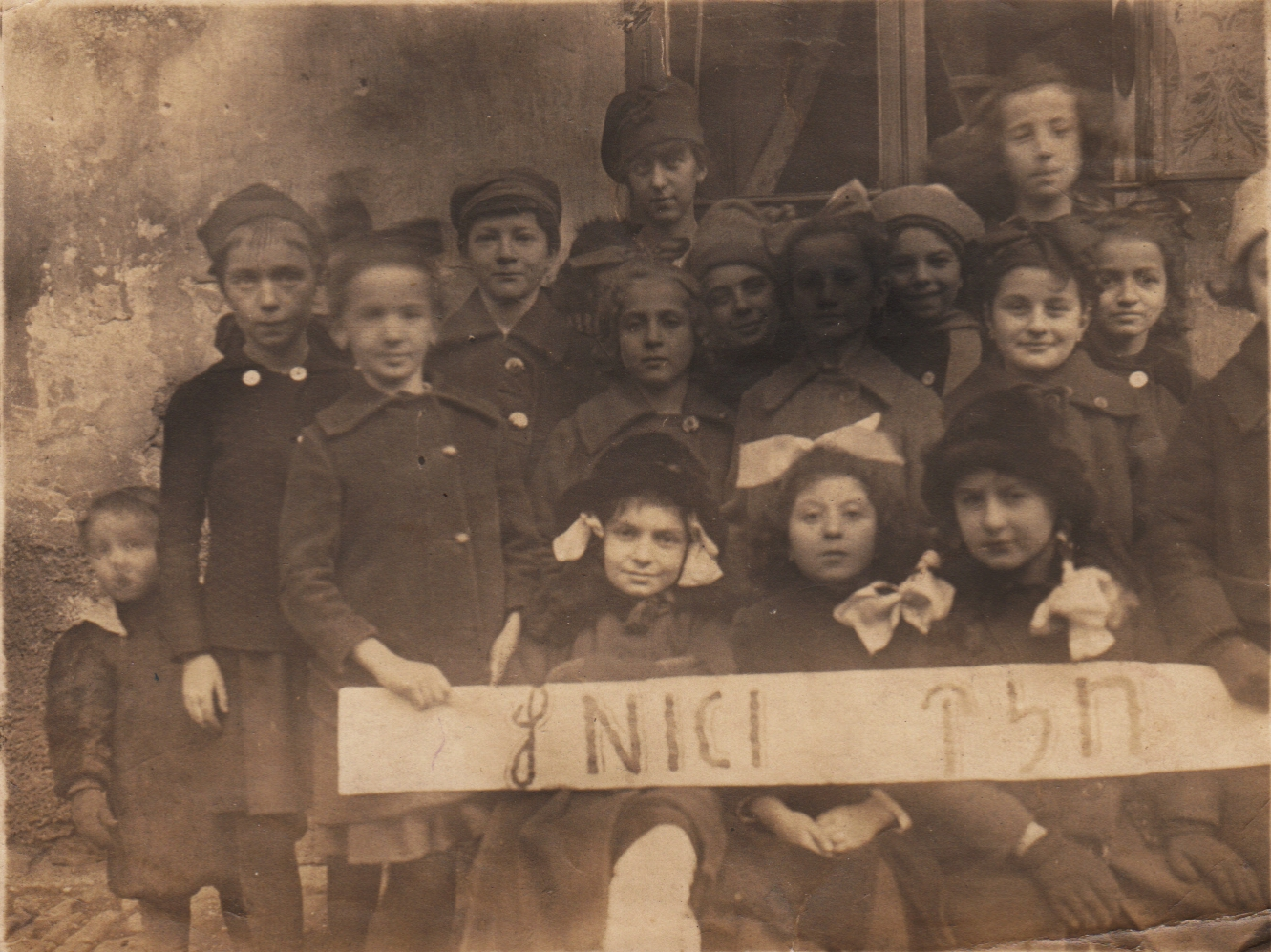
Szkoła ortodoksyjna dla dziewcząt Beth Jaakow w Bielsku ok. 1938

Niewielka grupa ortodoksów bielskich nie chciała wysyłać swoich córek do Żydowskiej Szkoły Powszechnej w Bielsku, która miała siedzibę przy ul. Krasińskiego 17, ze względu na liberalne i syjonistyczne poglądy kierownictwa i grona pedagogicznego. Zatem pod kierownictwem rabina Mojżesza Sterna bogaci ortodoksyjni fabrykanci (w tym Markus Wolf i Feiwel Rabinowitz) sfinansowali utworzenie szkoły dla ortodoksyjnych dziewcząt. Placówka nosiła oficjalną nazwę Beth Jaakow Töchterschule der Agudas Jisroel Bielitz-Biala i mieściła się na piętrze kamienicy przy ul. 3 Maja nr 25. Kierownikiem był Mojżesz Stern, a na jej czele pod koniec lat dwudziestych stały: żona rabina Regina Stern oraz Paula Fränkel i Lea Rapaport. W 1929 r. do szkoły uczęszczało 70 dziewcząt w wieku od 8 do 16 lat. W budżecie bielskiego kahału z końca trzydziestych szkoła Beth Jaakow figurowała w pozycji wydatków. Z relacji wynika, że szkoła działała aż do wybuchu wojny .